# Odilon Picquendar
Odilon Léonard Théophile Picquendar (né le 21 juin 1883 à Hazebrouck, mort en 1959) est un général français de la Seconde Guerre mondiale. Il fut chef d'état-major de l'Armée de terre de l'armée d'Armistice de juillet 1940 jusqu'à sa retraite à l'été 1942.

## Biographie
Fils d'instituteur, il est originaire du Nord.
Il participe à la Première Guerre mondiale.

### Seconde Guerre mondiale
Au début de la Seconde Guerre mondiale, il est général de division et deuxième sous-chef à l'état-major de l'Armée de terre. Après l'armistice il intègre l'armée d'Armistice
C'est lui qui a l'idée des chantiers de jeunesse pour occuper les jeunes soldats démobilisés.
Le 27 mars 1941, les circulaires Picquendar donnent le signal de l'internement des soldats juifs d'Algérie (déchus de leur nationalité française par la révocation du décret Crémieux) qui commencent à rejoindre le camp d'internement de Bedeau.
Chargé par l'Armée d'armistice de constituer des stocks d'armes et de véhicules et d'organiser leur camouflage avec le commandant Émile Mollard (de nombreuses sociétés de déménagements vont ainsi permettre de justifier le stock de camions). Voir ce paragraphe  : « Armée de Vichy – Camouflage du matériel et planification secrète ».
Il est proposé par du Moulin de Labarthète au maréchal Pétain comme ministre des Armées d'un gouvernement de techniciens en 1942. Partant à la retraite à l'été 1942, il est pris en service spécial dans le cabinet du président Pierre Laval. 
Un mandat d'arrêt est lancé contre lui par les Allemands le 27 novembre 1942 (jour de l'invasion de la zone libre et du sabordage de la flotte française à Toulon, mais aussi de l'occupation de certaines villes françaises et de l'arrestation des militaires de l'armée d'Armistice en garnison).
Au procès du maréchal Pétain en août 1945, Picquendar témoigne en sa faveur, mais reconnaît qu'en matière de camouflage du matériel, la haute hiérarchie a fait preuve d'un appui « plutôt timide, plutôt réservé ».